# The Beautified Project
The Beautified Project — армянская англоязычная альтернативная рок-группа из Еревана. Группу основал Андре Симонян в 2005-м году в Лондоне. Являются самой популярной англоязычной группой в Армении, и первой рок-группой из Армении, видеоклипы которой были показаны на европейских версиях канала MTV.

## Альбомы

### Serenades for Insanity
The Beautified Project — армянская англоязычная альтернативная рок-группа, основанная Андре Симоняном в Лондоне в 2005 году, который после переехал в Армению. Музыка группы была создана для показа тёмных сторон человеческого духа, с меланхоличным и сочным звуком, который напоминает таких музыкантов, как Джеймс Блант и Дэвид Грей, но с гневом и отчаянием в лирике, наподобие тематик групп Coldplay, Radiohead и Metallica. The Beautified Project выпустили свой первый сингл «All Alone» в конце 2005 года. Андре пригласили выступить с этой песней на праздничном гала-концерте «1600-летия армянского алфавита» в Лондоне перед аудиторией из более 500 человек. В 2006-м году ограниченным тиражом был выпущен второй сингл «Broken Smile», которую публика тепло приняла. 200 копий сингла были проданы в течение двух успешных концертов в Лондоне. После группа начала работу над альбомом, и в том же 2006-м был записан демо-альбом Serenades For Insanity («Серенады для безумия»). Альбом был выпущен в Великобритании и включал из 6 песен.

### Behind The Happy Mask
В 2008 году вышел первый официальный студийный альбом группы Behind The Happy Mask («За счастливой маской»). На данном этапе The Beautified Project состоит из трех членов — Андре Симонян, и братья-близнецы Армен и Арлен Шавердяны. Альбом Behind the Happy mask является первым англоязычным альбомом, который когда-либо был выпущен в Армении. Альбом имел такой большой успех, что от этого альбома группа выпустила шесть официальных музыкальных видеоклипов, один из которых так далеко зашёл, что был показан на MTV и PMC.

### Beyond the Butterfly
В 2010 году состоялся релиз второго студийного альбома Beyond The Butterfly («Выше бабочки»). Успеху альбома последовали несколько успешных концертов в Лондоне, Вене, Грузии и Армении. В 2011 году, во время гастролей в Великобритании, BBC подготовила документальный фильм о группе. 26 августа выступлением группы открылся международный рок-фестиваль Yerevan Summer Music Festival. В конце 2011 года группа выпустила новый видеоклип на их первую армяноязычную песню «Киликия».
В мае 2011 года группа The Beautified Project записала дуэт Broken Smile («Разбитая улыбка») с Миком Моссом, главным певцом всемирно известной английской меланхолической рок группы Antimatter.
В декабре 2011 года группа заключила сделку со St. Mongoose Entertainment и стала первой происходящей из Армении рок-группой, которая заключила сделку с лейблом звукозаписи в США.
В 2011 году группа The Beautified Project записала кавер-версию известной армянской песни «Киликия», которая получила больше просмотров в Youtube, чем другие кавер-версии этой песни.
В 2012 году в Армении группа The Beautified Project была награждена национальным призом: «Лучшая армянская рок-группа».
В начале 2012 года группа сделала свои первые шаги в американском рынке появляясь в некоторых американских радиостанциях.
В 2013 году группа была награждена призом «Послы Армении» во Всемирном награждении награждения Радио Ван.
В 2013 году группа The Beautified Project была награждена как «лучшая армянская рок-группа за пределами Армении».

### United We Fall
В октябре 2013 года The Beautified Project выпустил свой третий альбом под названием United We Fall («Mы падаем вместе»). Выпуску альбома последует турне по Европе.

### Pale Nightingale
В октябре 2016 года The Beautified Project выпустил свой новый альбом — Pale Nightingale.

## Состав
- Андре Симонян — вокал, акустическая гитара
- Армен Шавердян — гитара, бэк-вокал
- Арлен Шавердян — клавишные, бэк-вокал

### Для живых выступлений
- Раффи Газарян — бас
- Дэрик Вардумян — ударные (с 2011)
- Корьюн Бобикян — ударные (2007—2011)

## Дискография

### Демо
- 2006 — «Serenades For Insanity»

### Студийные альбомы
- 2008 — «Behind The Happy Mask»
- 2010 — «Beyond The Butterfly»
- 2013 — «United we fall»
- 2016 — «Pale Nightingale»

### Синглы
- 2005 — «All Alone»
- 2010 — «Stupid Love Song»
- 2012 — «Broken Smile»
- 2012 — «Kilikia»

### Видеоклипы
- All Alone
- Angel
- But I Can’t
- Butterfly
- Me And My Despair
- Stupid Love Song
- Take My Hand
- Kilikia